# Allsvenskan de 1955–56
A Primeira Divisão do Campeonato Sueco de Futebol da temporada 1955-56, denominada oficialmente de Allsvenskan 1955-56, foi a 32º edição da principal divisão do futebol sueco. O campeão foi o IFK Norrköping que conquistou seu 7º título na história da competição.

## Premiação
| Allsvenskan 1955-56                |
| Sweden                             |
| ---------------------------------- |
| IFK NORRKÖPING Campeão (7º título) |